# NGC 173
NGC 173 je galaksija u zviježđu Kit.

## Vanjske poveznice
- SEDS: NGC 0173